# Kotrumma
Kotrumma kallas en sorts färist för järnvägsbruk, förekommande på ångspårvägar.
Kotrummor fanns endast på ångspårvägar, såsom Gärds Härads Järnväg varifrån bilderna kommer, där man undantogs från stakettvånget (dvs att järnvägen skall inhägnas för att skydda omgivningen för dess framfart) då hastigheten var låg, enbart 20 km/h. Banan kunde då dras rakt över åker och äng, varför man i stället för stängsel byggde passager för järnvägen in på ängarna så att djuren inte kunde smita ut. Anordningen är väldigt speciell och inte särskilt vanlig.

Kotrumma vid Gärds Härads Järnväg
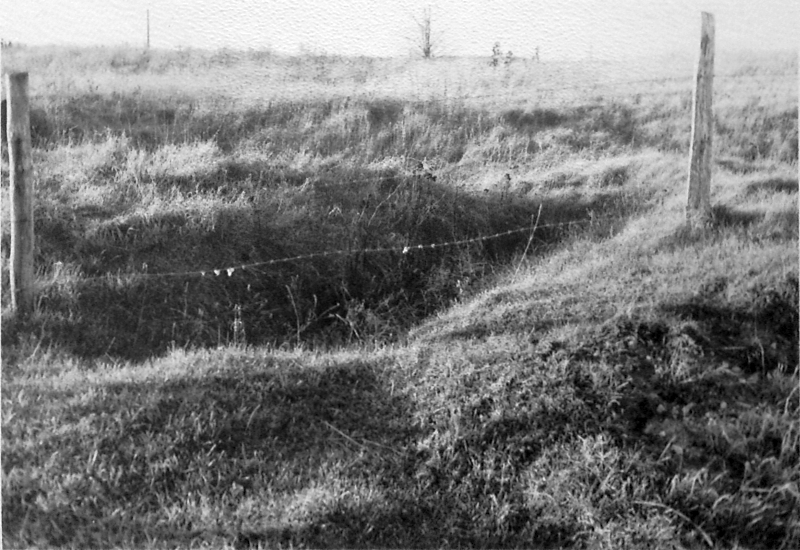
Hål för kotrumma
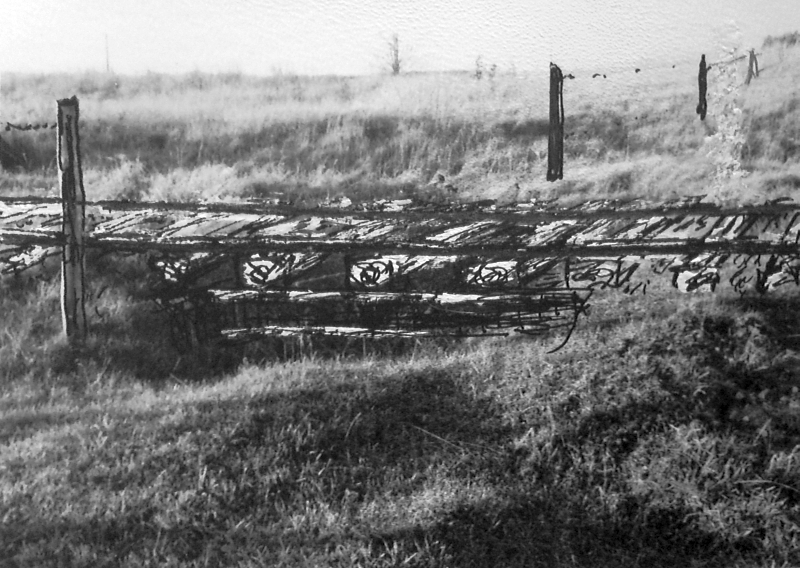
Skiss på kotrummans utseende